# Diogo Douglas
Diogo Douglas Santos Andrade Barbosa, mais conhecido como Diogo ou ainda Diogo Douglas[carece de fontes?] (Estância, 18 de dezembro de 1984), é um ex-futebolista brasileiro que atuava como lateral-direito e meia.

## Carreira
Diogo, que começou sua carreira como meio campo, é sergipano de Estância e foi revelado nas categorias de base do Sergipe em 2003.
Depois foi transferido para Mogi Mirim e em seguida para o Monte Azul.
Em 2006, defendeu o Confiança pela primeira vez e disputou o Campeonato Pernambucano defendendo o Porto-PE. Se destacou e acabou sendo contratado pelo Sport.
Quando jogava pelo Sport em 2007, mudou para a lateral-direita e seu futebol teve uma grande melhora. No rubro-negro pernambucano se destacou e, em 2008, foi campeão da Copa do Brasil sendo eleito um dos melhores jogadores em campo no jogo decisivo contra o Corinthians. Após a conquista defendendo o Leão da Ilha, foi procurado pelo clube Paulista e em setembro de 2008, acertou com o Corinthians.
Com a camisa Corinthians participou das conquistas do Campeonato Brasileiro da Série B, Paulista e da Copa do Brasil de 2009. Ao todo foram 26 jogos com 1 gol marcado. Porém, não foi muito utilizado pelo técnico Mano Menezes em 2009 e foi emprestado para o Bahia até o fim do Campeonato Baiano de 2010. Já em março de 2010, após deixar o Bahia, fecha com o Ceará, para a disputa do Brasileirão.
Em fevereiro de 2011, acertou com o São Caetano. De saída do clube do ABC Paulista, em maio de 2011 era dado como reforço praticamente certo pelo Avaí, mas o jogador teria acertado a sua transferência para o Sport, porém uma nota oficial divulgada pelo clube diz que o Sport sequer estava negociando com Diogo. Já em setembro de 2011, o CRB anuncia sua contratação para a Série C.
Chegou ao Santa Cruz em 2012 por indicação do técnico Zé Teodoro. E no clube Coral, Diogo participou da campanha do Bicampeonato Estadual 2012 e levantou o troféu de campeão pernambucano pela equipe. No Santa, ele ainda disputou a Série C, antes de ter sua transferência em 2013 para o Vera Cruz. Mas ficou pouco tempo no Vera Cruz, pois ainda em 2013 foi para o Oeste.[carece de fontes?]
No dia 7 de janeiro de 2014, o clube pernambucano Serra Talhada anuncia contratação de Diogo para ficar no clube sertanejo até o final do estadual. Mas em julho de 2014, após deixar o Serra Talhada, onde disputou o Campeonato Pernambucano, a Diretoria do Confiança confirma sua contratação para a Série D. Já em abril de 2015, o América de Natal o contratou para reforçar o time no 
Campeonato Potiguar e Copa do Brasil.
No início do ano de 2016, Diogo está entre o elenco do Jacobina que se apresenta para a pré-temporada no dia 2 de janeiro e que disputou o Campeonato Baiano. Mas, ainda na temporada de 2016, logo após deixar o Jacobina, a diretoria do ASA acerta sua contratação no mês de abril. Já posteriormente, depois de sua saída do ASA, retorna ao Confiança na temporada 2017 e 2018.

## Títulos
Sport[carece de fontes?]
- Campeonato Pernambucano: 2007 e 2008
- Copa do Brasil: 2008

Corinthians[carece de fontes?]
- Campeonato Brasileiro Série B: 2008
- Campeonato Paulista: 2009
- Copa do Brasil: 2009

Santa Cruz[carece de fontes?]
- Campeonato Pernambucano: 2012

América-RN[carece de fontes?]
- Campeonato Potiguar: 2015